# Pike of Stickle
Pike of Stickle är ett berg i Storbritannien.   Det ligger i grevskapet Cumbria och riksdelen England, i den centrala delen av landet, 400 km nordväst om huvudstaden London. Toppen på Pike of Stickle är 709 meter över havet, eller 53 meter över den omgivande terrängen. Bredden vid basen är 0,54 km. Pike of Stickle ingår i Cumbrian Mountains.
Terrängen runt Pike of Stickle är huvudsakligen kuperad.Runt Pike of Stickle är det ganska tätbefolkat, med 60 invånare per kvadratkilometer. Närmaste större samhälle är Ambleside, 10,6 km öster om Pike of Stickle. Trakten runt Pike of Stickle består i huvudsak av gräsmarker.